# Örnsköldsvik Airport
Örnsköldsvik Airport, (IATA: OER, ICAO: ESNO) er en regional lufthavn placeret 13 km nord/vest for Husum og 24 km nord/øst for Örnsköldsvik, Ångermanland i Sverige. I 2009 ekspederede den 91.963 passagerer og 1.593 landinger.

## Historie
Lufthavnen blev åbnet i 1961 og har i dag ruter til Stockholm-Arlanda og Kiruna ligesom der få gange om året er charterflyvning til Tyrkiet.
I slutningen af 1990'erne steg passagertallet kraftigt, og på trods af afmatningen i luftfarten efter 11. september 2001 har tallet været stabilt. I perioden 2003/2004 blev der bygget en ny passagerterminal og nyt kontroltårn. SAS fløj indtil 15. december 2008 på ruten til Arlanda. Indtil 2007 havde de benyttet Dash 8 fly på ruten, men på grund af denne flytype blev udfaset fra SAS havde selskabet kun fly med så stor kapacitet at ruten ikke længere var rentabel. Efter SASs tilbagetrækning øgede Höga Kusten Flyg antallet af afgange på ruten.

## Selskaber og destinationer
- Höga Kusten Flyg – Stockholm-Arlanda, Kiruna

## Trafiktal
| År   | Passagerer | % forskel | Landinger | % forskel |
| ---- | ---------- | --------- | --------- | --------- |
| 2009 | 91.963     | 36.9      | 1.593     | 0.3       |
| 2008 | 145.710    | 10        | 1.598     | 27        |
| 2007 | 132.468    | 1         | 1.262     | 9         |
| 2006 | 131.612    | 8         | 1.274     | 7         |
| 2005 | 142.933    | 1         | 1.370     | 12        |